# Radziecka okupacja Bornholmu

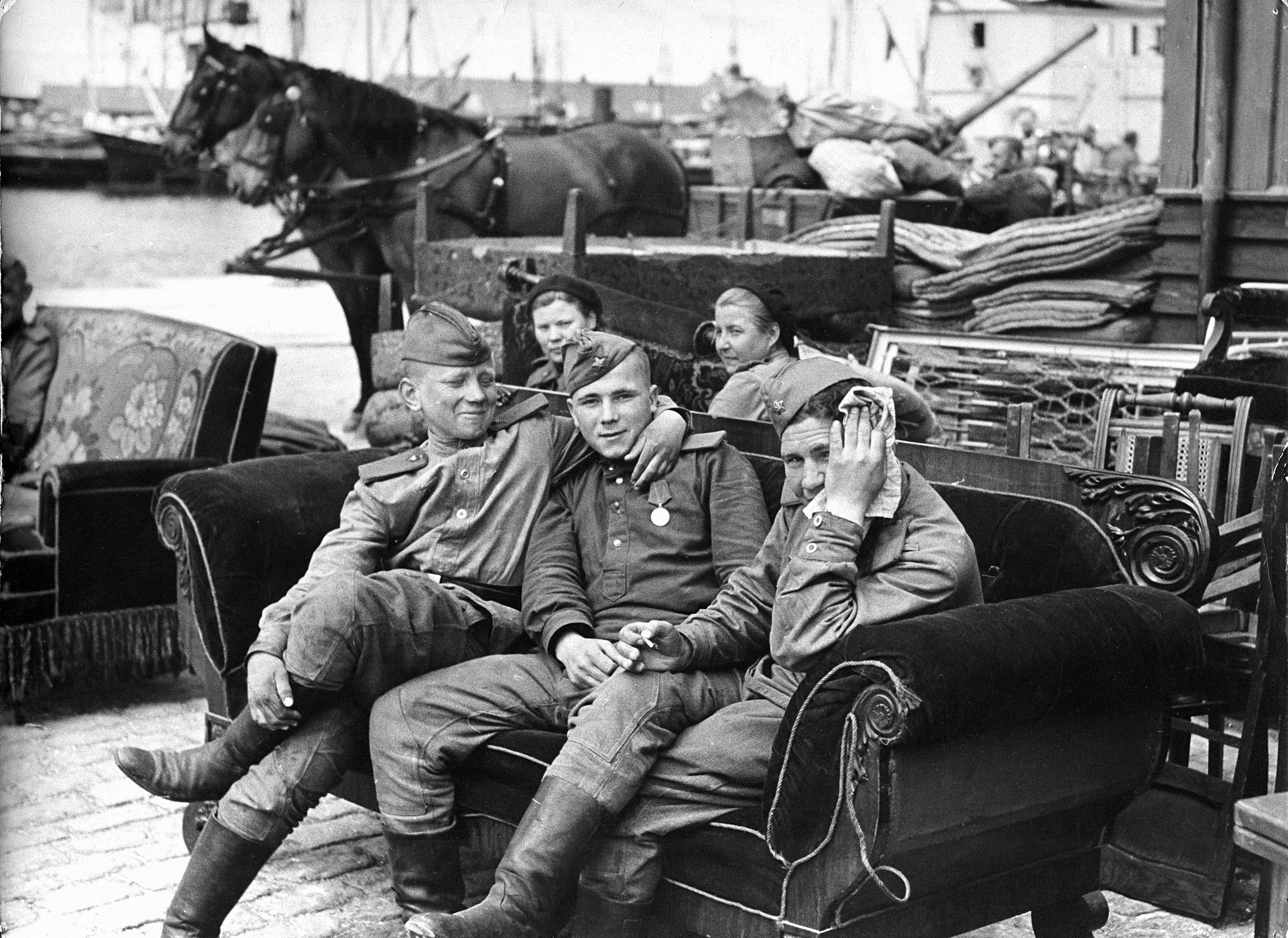
Żołnierze radzieccy na Bornholmie

Radziecka okupacja Bornholmu – okres bezpośrednio po wyzwoleniu Bornholmu spod okupacji niemieckiej, trwający od 9 maja 1945 do 5 kwietnia 1946.
Garnizon niemiecki okupujący Bornholm w latach II wojny światowej miał być poddany wojskom brytyjskim, ale nieoczekiwanie pod koniec kwietnia 1945 dotarły na wyspę pododdziały Armii Czerwonej. Wobec próby oporu wojsk niemieckich, Sowieci zbombardowali 7 i 8 maja 1945 Rønne i Nexø, niszcząc około 800 domów oraz szpital i zabijając 10 osób. W efekcie nalotów oraz obecności około 26 tysięcy uciekinierów z Niemiec i krajów nadbałtyckich, dowódca kilkusetosobowego garnizonu niemieckiego, Gerhard von Kamptz 9 maja 1945 skapitulował przed Armią Czerwoną (2 Front Białoruski – 19 Armia – 132 Korpus Strzelców), która w liczbie około 10 tysięcy żołnierzy okupowała wyspę. Sowieci tłumaczyli wkroczenie na duński Bornholm położeniem wyspy na wschód od linii demarkacyjnej w Niemczech oraz obecnością na wyspie jednostek niemieckich ewakuowanych z Kurlandii.
Zajęcie Bornholmu było częścią radzieckiego planu uzyskania swobodnego dostępu do światowych wód międzynarodowych. Był to element obecny w polityce rosyjskiej od czasów Piotra I Wielkiego.
Sowieci stacjonowali na Bornholmie do 5 kwietnia 1946, kiedy to opuścili wyspę praktycznie z dnia na dzień. Okupacja sowiecka Bornholmu była przejawem dążenia Stalina do ustanowienia tu bazy wojskowej, kontrolującej trasy żeglugowe z Bałtyku do pobliskich Cieśnin Duńskich (lub nawet włączenia Bornholmu do ZSRR).
Po zagwarantowaniu swobodnego dostępu do cieśnin dla floty radzieckiej Stalin nakazał ewakuację garnizonu. Mocarstwa zachodnie nie naciskały na sprawę Bornholmu, w celu niezadrażniania stosunków ze Stalinem oraz z braku poważnych interesów na tym terytorium.
W Allinge znajduje się cmentarz z grobami 36 żołnierzy radzieckich zmarłych w tamtym okresie z powodu chorób. W 1946 Szwecja ofiarowała mieszkańcom Bornholmu 300 drewnianych domków (istniejących do dziś), w celu odbudowy zbombardowanych przez Sowietów miasteczek.